# Docusate
Docusate, còn được biết là muối docusate hoặc dioctyl sulfosuccinate, là thuốc nhuận tràng thuốc nhóm thuốc làm mềm phân được dùng để điều trị táo bón. Thuốc là một lựa chọn tốt cho trẻ em có phân cứng. Khi táo bón xảy ra như là một tác dụng phụ của dùng nhóm thuốc opiate (có nguồn gốc từ thuốc phiện), thuốc có thể được dùng một mình hoặc cùng với thuốc nhuận tràng kích thích. Thuốc có thể dùng dưới dạng viên nang bằng đường miệng hoặc viên đạn trực tràng. Thông thường thuốc có tác dụng trong vòng một đến ba ngày.
Tác dụng phụ không phổ biến. Hiếm khi, có triệu chứng đau bụng hoặc tiêu chảy. Hiệu quả giảm khi dùng lâu dài và dẫn đến chức năng ruột kém. Docusate được chấp nhận sử dụng trong khi mang thai và cho con bú. Thuốc hoạt động bằng cách cho phép nhiều nước được hấp thụ bởi phân. Thuốc thường có dạng natri, calci hoặc muối kali.
Thuốc nằm trong Danh sách các thuốc thiết yếu của WHO, những loại thuốc hiệu quả và an toàn nhất cần thiết trong một hệ thống y tế. Thuốc có sẵn dưới dạng thuốc gốc và không quá tốn kém. Tại Hoa Kỳ, một trăm liều có giá khoảng 14 USD. Muối natri, dioctyl sodium sulfosuccinate, cũng được sử dụng làm phụ gia thực phẩm, chất nhũ tương, chất phân tán, chất tẩm ướt và một số tác dụng khác.